# Lijst van nationale parken en reservaten in de Filipijnen
Dit is een lijst van de nationale parken en reservaten in de Filipijnen. De Filipijnen waren een van de eerste landen in Azië die in de jaren dertig van de 20e eeuw een systeem van nationale parken invoerden. Bij de massale ontbossing die in het land sindsdien heeft plaatsgevonden heeft plaatsgevonden zijn deze nationale parken echter niet gespaard gebleven. In 1980 was naar schatting nog slechts 10% van het oorspronkelijke oerwoud van eind 19e eeuw overgebleven. Rond die tijd begonnen milieubeschermingsinstantie en wetenschappers aandacht te krijgen voor deze problematiek. Een van de maatregelen die genomen werd was dat de Filipijnen een deel van hun nationale schuld werden kwijtgescholden als vergoeding voor het instellen van enkele nieuwe nationale parken. Daarnaast werd in 1992 een landelijk verbod op het kappen van bossen in beschermde gebieden van kracht. Verder werden tien gebieden uitgekozen als prioriteitsgebied. Later kwamen daar nog eens acht gebieden bij. De nationale parken van de Filipijnen worden allemaal beheerd door het Protected Areas and Wildlife Bureau van het Department of Environment and Natural Resources (DENR).

## Luzon eilandengroep
| Eiland(engroep) | Nationaal Park                             | Stichtingsjaar   | ha.     |
| --------------- | ------------------------------------------ | ---------------- | ------- |
| Batanes         | Batanes Protected Landscapes and Seascapes | 1994             | 23.000  |
| Luzon           | Bataan National Park                       | 1945             | 23.700  |
| Luzon           | Bulusan Volcano National Park              | 1935             | 3.700   |
| Luzon           | Hundred Islands National Recreation Park   | 1966             | 1.850   |
| Luzon           | Mayon Volcano National Park                | 1938             | 5.460   |
| Luzon           | Mt Arayat National Park                    | 1933             | 3.700   |
| Luzon           | Mt Banahaw National Park                   | 1941             | 11.130  |
| Luzon           | Mt Data National Park                      | 1940             | 5.510   |
| Luzon           | Mt Isarog National Park                    | 1938             | 10.100  |
| Luzon           | Mt Makiling Forest Reserve                 | 1933             | 4.200   |
| Luzon           | Mt Pulag National Park                     | 1987             | 11.500  |
| Luzon           | Northern Sierra Madre National Park        | 1997             | 360.000 |
| Luzon           | Palaui Island Marine Reserve               | 1994             | 7.415   |
| Luzon           | Quezon National Park                       | 1941             | 985     |
| Luzon           | Subic Watershed Forest Reserve             | 1992             | 10.000  |
| Luzon           | Taal Volcano National Park                 | 1967             | 4.540   |
| Mindoro         | Apo Reef Marine Natural Park               | 1978             | 15.800  |
| Mindoro         | Mt Calavite National Park                  | 1920             | 17.000  |
| Mindoro         | Mt Malasimbo Biosphere Reserve             | 1973 door UNESCO | ?       |
| Mindoro         | Mounts Iglit-Baco National Park            | 1970             | 75.500  |
| Mindoro         | Naujan Lake National Park                  | 1956             | 21.650  |
| Mindoro         | Puerto Galera Marine Reserve               | 1973 door UNESCO | ?       |
| Mindoro         | Sablayan Watershed Reserve                 | ?                | ?       |

## Visayas
| Eiland(engroep) | Nationaal Park                                       | Stichtingsjaar | ha.     |
| --------------- | ---------------------------------------------------- | -------------- | ------- |
| Apo             | Apo Island Protected Landscape and Seascape          | 1985           | 364     |
| Bohol           | Balicasag Island Marine Reserve                      | 1986           | 150     |
| Bohol           | Pamilacan Island National Park                       | 1985           | 340     |
| Bohol           | Rajah Sikatuna National Park                         | 1987           | 9.000   |
| Calauit         | Calauit Island Wildlife Sanctuary                    | 1976           | 3.750   |
| Cebu            | Central Cebu National Park                           | 1937           | 6.900   |
| Coron           | Coron Island                                         | ?              | 7.580   |
| Danjugan        | Danjugan Island Marine Reserve and Wildlife Santuary | 1999           | +/- 75  |
| Guimaras        | Taklong Island Marine Reserve                        | 1990           | 1.150   |
| Negros          | Mt Kanlaon Natural Park                              | 1934           | 24.600  |
| Negros          | Northern Negros Forest Reserve                       | 1935           | 86.600  |
| Negros          | Southern Negros Forest Reserve                       | 1967           | 4.000   |
| Olango          | Olango Wildlife Santuary                             | 1992           | 920     |
| Palawan         | El Nido Marine Reserve                               | 1991           | 89.140  |
| Palawan         | Malampaya Sound                                      | ?              | 90.000  |
| Palawan         | Mount Mantalingahan Protected Landscape              | 2009           | 120.000 |
| Palawan         | St Paul's Underground River National Park            | 1971           | 5.570   |
| Palawan         | Tubbataha Reef National Marine Park                  | 1988           | 33.200  |
| Pescador        | Pescador Island Marine Reserve                       | ?              | ?       |
| Samar           | Sohoton National Park                                | 1935           | 840     |
| Ursula          | Ursula Island Wildlife Sanctuary                     | 1960           | 10      |

## Mindanao eilandengroep
| Eiland(engroep) | Nationaal Park                                    | Stichtingsjaar | ha.     |
| --------------- | ------------------------------------------------- | -------------- | ------- |
| Mindanao        | Agusan Marsh Wildlife Sanctuary                   | 1998           | 19.200  |
| Mindanao        | Mt Apo Natural Park                               | 1936           | 72.110  |
| Mindanao        | Mount Hamiguitan Range Wildlife Sanctuary         | 2004           | 6.834   |
| Mindanao        | Mount Kitanglad Range Natural Park                | 1990           | 30.650  |
| Mindanao        | Mount Malindang National Park                     | 1971           | 53.260  |
| Siargao         | Siargao Island Protected Landscapes and Seascapes | 1996           | 67.726  |
| Tawi-Tawi       | Turtle Islands Wildlife Santuary                  | 1995           | 138.360 |